# Kudligi
Kudligi é uma panchayat (vila) no distrito de Bellary, no estado indiano de Karnataka.

## Geografia
Kudligi está localizada a 14° 54′ N, 76° 23′ L. Tem uma altitude média de 596 metros (1955 pés).

## Demografia
Segundo o censo de 2001, Kudligi tinha uma população de 21 855 habitantes. Os indivíduos do sexo masculino constituem 51% da população e os do sexo feminino 49%. Kudligi tem uma taxa de literacia de 54%, inferior à média nacional de 59,5%: a literacia no sexo masculino é de 62% e no sexo feminino é de 46%. Em Kudligi, 15% da população está abaixo dos 6 anos de idade.